# Zagadka werońska

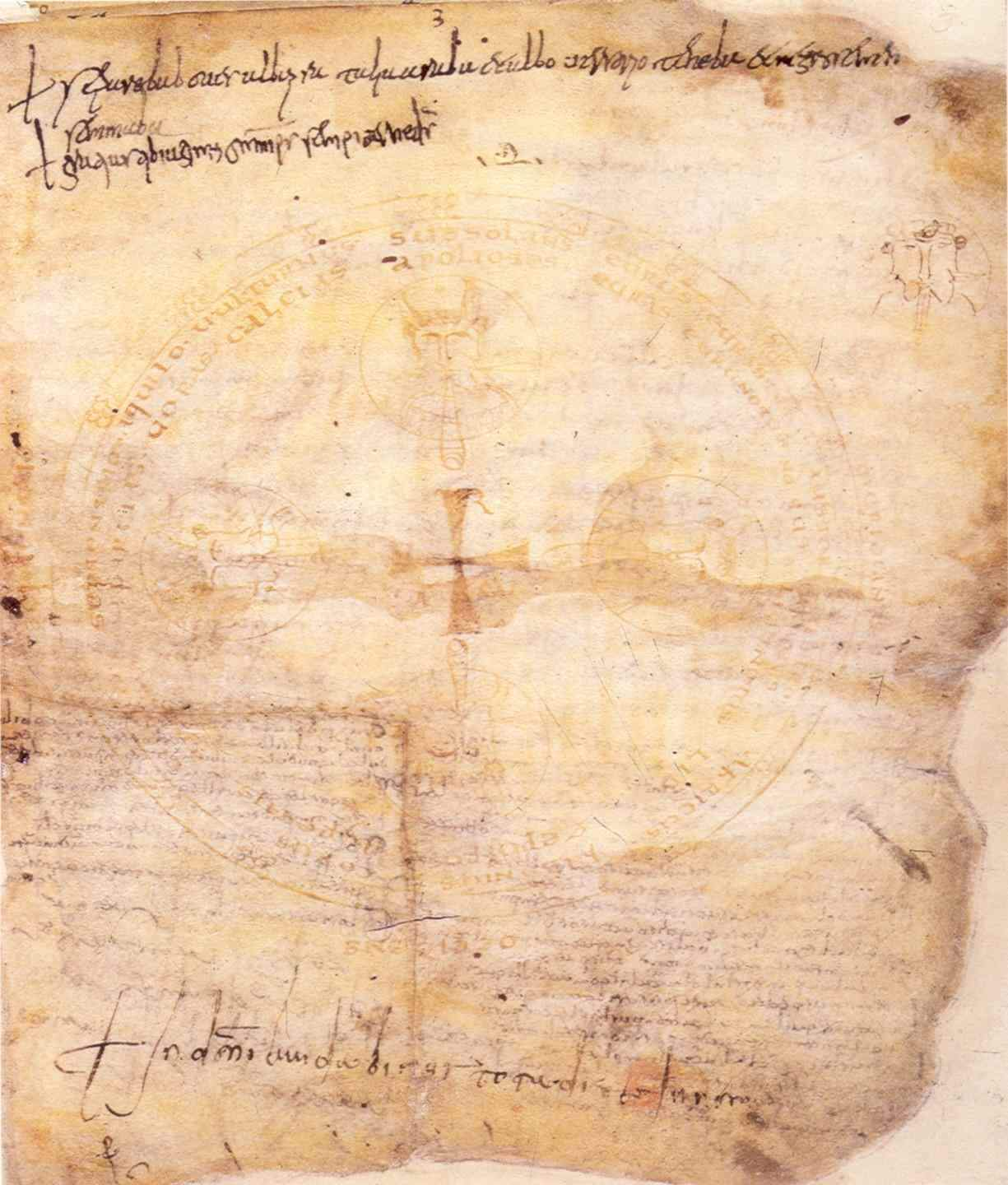
Zagadka werońska

Zagadka werońska (wł. Indovinello veronese) – zagadka zapisana przez werońskiego kopistę, w VIII lub IX wieku na marginesie pergaminowego rękopisu hiszpańskiego kodeksu LXXXIX przechowywanego w Bibliotece Kapitularnej w Weronie. Została odkryta w 1924 roku przez Luigiego Schiaparelliego i długo była uważana za pierwszy tekst w języku włoskim.  
Tekst zagadki
Se pareba boves
alba pratalia araba
albo versorio teneba
negro semen seminaba
Gratias tibi agimus omnipotens sempiterne deus
Tłumaczenie
Prowadził przed sobą woły
Białe pole orał
Biały pług trzymał
Czarne ziarno siał
Dziękujemy Ci, wszechmogący i wieczny Boże
Rozwiązanie
Woły oznaczają palce u ręki kopisty ksiąg, przez pole trzeba rozumieć białe karty książki, pług to pióro, które zostawia czarne litery, a ziarno to atrament.